# Plakortis albicans
Plakortis albicans är en svampdjursart som beskrevs av Cruz-Barraza och Carballo 2005. Plakortis albicans ingår i släktet Plakortis och familjen Plakinidae. Inga underarter finns listade i Catalogue of Life.